# VIII. legija Augusta
VIII. legija Augusta  (latinsko Legio octava Avgvsta, slovensko Osma vzvišena legija) je bila rimska legija, ki jo je skupaj s VI. legijo Ferrata, VII. legijo Claudia in IX. legijo Hispana leta 65 pr. n. št. ustanovil cesar Pompej. Rimski republiki in cesarstvu je služila najmanj 400 let.
Okoli leta 58 pr. n. št. je v Cisalpski Galiji prišla pod poveljstvo Julija Cezarja in ga spremljala v vseh galskih vojnah. Leta 49 pr. n. št. je na samem začetku državljanske vojne med Cezarjem in Pompejem spremljala Cezarja čez Rubikon v Italijo in se proti koncu vojne na njegovi strani borila v bitki pri Farzalu. Legija se je udeležila tudi Cezarjevega osvajanja Egipta. Malo pred razpustitvijo leta 46 pr. n. št. se je udeležila bitke pri Tapsu v sedanji Tuniziji. 
Cesar Avgust je leta 44 pr. n. št. ponovno ustanovil VIII. legijo, da bi mu pomagala osvojiti oblast v cesarstvu. Za svoje zasluge je dobila naslov Augusta (vzvišena). Leta 43 pr. n. št. se je udeležila prve rimske invazije na Britanijo.
V letu štirih cesarjev (69 n. št.) je po Neronovem samomoru VIII. legijo prevzel njegov naslednik Vespazijan in jo preimenoval v I. italsko legijo. Pod Septimijem Severjem (vladal 193-211) in njegovimi nasledniki se je vojskovala proti Partskemu cesarstvu.
Dokumenti dokazujejo, da je bila na začetku 4. stoletja še aktivna na renski meji. To pomeni, da je neprekinjeno službovala več kot 400 let. Iz napisov je razvidno, da je bila leta 371 nastanjena v Argentatorumu (Strasbourg, Francija) v Gornji Germaniji. Malo kasneje je moral rimski general Stiliho umakniti legije iz Germanije v Italijo, da bi jo branil pred invazijo Vizigotov. 
Notitia Dignitatum, ki je bila napisana okoli leta 420, omenja vojaško enoto Octaviani. Enota bi lahko bila nekdanja VIII. legija Augusta, ki je bila sprva comitatensis, kasneje pa je bila povišana na položaj palatina.